# Rasnitsynaphis coniuncta
Rasnitsynaphis coniuncta (лат.) — вид вымерших равнокрылых хоботных насекомых семейства Rasnitsynaphididae из отряда Hemiptera.

## Распространение
Жили в меловом периоде (аптский век) на территории России (Бурятия; Байса, формация Zaza).

## Описание
Длина тела 2,4 мм. От близких видов отличаются такими признаками: III-й сегмент усиков в 4 раза длиннее своей ширины; сегменты IV—VIII длиннее своей ширины и примерно с 11 рядами ринариев. Усики 9-члениковые, короче длины задних голеней и равны трети длины тела; ринарии расположены в нескольких поперечных рядах, окружающих сегменты усиков; последний IX-й членик уже чем остальные сегменты жгутика усика, всегда без ринариев; яйцеклад развит; сифункулярные поры отсутствуют. Кубитальная жилка CuA1 в 2,5 раза длиннее, чем жилка CuA2. Птеростигма крупная, примерно в 3 раза длиннее своей ширины. Таксон был впервые описан в 2013 году польскими зоологами Агнешкой Хоман (Agnieszka Homan) и Петром Вегиереком (Piotr Wegierek; Department of Zoology, Силезский университет, Катовице, Польша). Название вида дано по признаку соединённых рядов ринариев (coniunctus).